# USL League Two
La USL League Two (USL2), precedentemente nota come Premier Development League (PDL), è una lega calcistica maschile che opera negli Stati Uniti e nel Canada, e in passato anche nelle Bermuda. Fondata nel 1995, viene organizzata dalla USL. Nel 2025 la lega è composta da 144 partecipanti provenienti da 36 stati.
La USL League Two può essere considerata come uno dei più importanti campionati dilettantistici degli USA. Infatti è uno dei due tornei di livello nazionale affiliati alla USASA, l'organo della federazione preposto al calcio dilettantistico.

## Formula del torneo
Nonostante vari cambi di formula, la USL League Two segue lo schema classico dei vari campionati nordamericani: una prima fase di stagione regolare e una fase finale di playoff per decretare il vincitore finale. Non sono previste promozioni o retrocessioni.
Al 2025 la USL League Two è divisa in 4 Conference (Eastern, Central, Southern e Western),  suddivise a loro volta in Division.
La stagione regolare USL League Two si svolge durante l'estate da inizio maggio a metà luglio. Ogni squadra gioca un programma di 12/14 partite contro i rispettivi avversari di Division, con andata e ritorno.
In base al regolamento della lega, ciascuna squadra può avere in rosa un massimo di 26 giocatori, di cui massimo 8 che abbiano più di 23 anni e almeno 3 che ne abbiano meno di 18. Vista questa vocazione allo sviluppo di giovani giocatori, spesso la USL PDL è il trampolino di lancio per quei giocatori che vogliono sbarcare nel professionismo.

## Storia
Il campionato nacque nel 1995, quando la lega USISL decise di creare due distinti campionati: il primo a carattere semiprofessionistico denominato Professional League, il secondo dilettantistico chiamato Premier League. Nel 1997 il torneo cambiò nome in Premier Development Soccer League, per poi semplificarlo nel 1999 in Premier Development League (PDL). Dal 2019 assume la denominazione di USL League Two.

## Squadre partecipanti nel 2025
| Club                                  | Città               | Stato          | Conference |
| ------------------------------------- | ------------------- | -------------- | ---------- |
| AC Connecticut                        | Hartford            | Connecticut    | Eastern    |
| AC Houston Sur                        | South Houston       | Texas          | Southern   |
| Academica SC                          | Turlock             | California     | Western    |
| AFC Ann Arbor                         | Ann Arbor           | Michigan       | Central    |
| AHFC Royals                           | Houston             | Texas          | Southern   |
| Akron City                            | Akron               | Ohio           | Central    |
| Albany Rush                           | Albany              | New York       | Eastern    |
| Albion SC Colorado                    | Lafayette           | Colorado       | Western    |
| Almaden FC                            | Almaden Valley      | California     | Western    |
| AMSG FC                               | Huntington Beach    | California     | Western    |
| Annapolis Blues                       | Annapolis           | Maryland       | Eastern    |
| Apotheos FC                           | Atlanta             | Georgia        | Southern   |
| Asheville City SC                     | Asheville           | North Carolina | Southern   |
| Athens United                         | Athens              | Georgia        | Southern   |
| Ballard FC                            | Seattle             | Washington     | Western    |
| Bigfoot FC                            | Maple Valley        | Washington     | Western    |
| Birmingham Legion 2                   | Birmingham          | Alabama        | Southern   |
| Black Rock FC                         | Manchester          | Vermont        | Eastern    |
| Boston Bolts                          | Newton              | Massachusetts  | Eastern    |
| Boston City FC                        | Revere              | Massachusetts  | Eastern    |
| Brave SC                              | Summerfield         | Florida        | Southern   |
| Brevard SC                            | Melbourne           | Florida        | Southern   |
| Brooke House FC                       | Maitland            | Florida        | Southern   |
| Capo FC                               | San Juan Capistrano | California     | Western    |
| Cedar Stars Rush                      | Teaneck             | New Jersey     | Eastern    |
| Charlotte Eagles                      | Charlotte           | North Carolina | Eastern    |
| Charlotte Independence II             | Rock Hill           | South Carolina | Eastern    |
| Charlottesville Blues                 | Charlottesville     | Virginia       | Eastern    |
| Chicago City SC                       | Chicago             | Illinois       | Central    |
| Christos FC                           | Baltimora           | Maryland       | Eastern    |
| City SC                               | Carlsbad            | California     | Western    |
| Cleveland Force SC                    | Cleveland           | Ohio           | Central    |
| Coachella FC                          | Coachella           | California     | Western    |
| Colorado International Soccer Academy | Aurora              | Colorado       | Western    |
| Colorado Storm                        | Denver              | Colorado       | Western    |
| Columbus United                       | Columbus            | Ohio           | Southern   |
| Corpus Christi FC                     | Corpus Christi      | Texas          | Southern   |
| Davis Legacy SC                       | Davis               | California     | Western    |
| Dayton Dutch Lions                    | West Carrollton     | Ohio           | Central    |
| Delaware FC                           | Hockessin           | Delaware       | Eastern    |
| Denton Diablos                        | Denton              | Texas          | Southern   |
| Des Moines Menace                     | Des Moines          | Iowa           | Central    |
| Dothan United Dragons                 | Dothan              | Alabama        | Southern   |
| East Atlanta Dutch Lions              | Atlanta             | Georgia        | Southern   |
| Erie                                  | Erie                | Pennsylvania   | Central    |
| FC Buffalo                            | Buffalo             | New York       | Central    |
| FC Miami City                         | Lauderhill          | Florida        | Southern   |
| FC Motown                             | Morristown          | New Jersey     | Eastern    |
| FC Olympia                            | Olympia             | Washington     | Western    |
| FC Tucson                             | Tucson              | Arizona        | Western    |
| Flatirons Rush SC                     | Arvada              | Colorado       | Western    |
| Flint City Bucks                      | Flint               | Michigan       | Central    |
| Fort Lauderdale United                | Fort Lauderdale     | Florida        | Southern   |
| Fort Wayne FC                         | Fort Wayne          | Indiana        | Central    |
| Global Football Innovation Academy    | Spring              | Texas          | Southern   |
| Hattiesburg FC                        | Hattiesburg         | Mississippi    | Southern   |
| Hill Country Lobos                    | Kyle                | Texas          | Southern   |
| Houston FC                            | Houston             | Texas          | Southern   |
| Hudson Valley Hammers                 | Newburgh            | New York       | Eastern    |
| Inter Gainesville                     | Gainesville         | Florida        | Southern   |
| Ironbound SC                          | Newark              | New Jersey     | Eastern    |
| Kalamazoo FC                          | Kalamazoo           | Michigan       | Central    |
| Kings Hammer FC                       | Cincinnati          | Ohio           | Central    |
| Kings Hammer FC Columbus              | Columbus            | Ohio           | Central    |
| Kings Hammer FC Sun City              | Sun City            | Florida        | Southern   |
| Lane United FC                        | Eugene              | Oregon         | Western    |
| Lansing City Football                 | Lansing             | Michigan       | Central    |
| Laredo Heat                           | Laredo              | Texas          | Southern   |
| Lehigh Valley United                  | Bethlehem           | Pennsylvania   | Eastern    |
| Lexington SC 2                        | Lexington           | Kentucky       | Central    |
| Lionsbridge FC                        | Newport News        | Virginia       | Eastern    |
| Little Rock Rangers                   | Little Rock         | Arkansas       | Southern   |
| Lonestar SC                           | Austin              | Texas          | Southern   |
| Long Island Rough Riders              | Hempstead           | New York       | Eastern    |
| Louisiana Krewe FC                    | Lafayette           | Louisiana      | Southern   |
| Manhattan SC                          | New York City       | New York       | Eastern    |
| Marin Legends FC                      | Marin County        | California     | Western    |
| McKinney Chupacabras                  | McKinney            | Texas          | Southern   |
| Miami AC                              | Miami               | Florida        | Southern   |
| Midlakes United                       | Bellevue            | Washington     | Western    |
| Midwest United FC                     | Grand Rapids        | Michigan       | Central    |
| Minneapolis City SC                   | Minneapolis         | Minnesota      | Central    |
| Mississippi Brilla                    | Clinton             | Mississippi    | Southern   |
| Monterey Bay FC 2                     | Salinas             | California     | Western    |
| Montgomery United                     | Montgomery          | Alabama        | Southern   |
| Morris Elite SC                       | Livingston          | New Jersey     | Eastern    |
| New England FC                        | Mendon              | Massachusetts  | Eastern    |
| New Jersey Copa FC                    | Metuchen            | New Jersey     | Eastern    |
| NONA FC                               | Orlando             | Florida        | Southern   |
| North Carolina FC U23                 | Cary                | North Carolina | Eastern    |
| Northern Indiana FC                   | Granger             | Indiana        | Central    |
| Northern Virginia FC                  | Leesburg            | Virginia       | Eastern    |
| Oakland County FC                     | Clawson             | Michigan       | Central    |
| Ocean City Nor'easters                | Ocean City          | New Jersey     | Eastern    |
| Patuxent Football Athletics           | Patuxent            | Maryland       | Eastern    |
| Peoria City                           | Peoria              | Illinois       | Central    |
| Portland Bangers                      | Portland            | Oregon         | Western    |
| Project 510                           | Oakland             | California     | Western    |
| Reading United AC                     | Reading             | Pennsylvania   | Eastern    |
| Real Central New Jersey               | West Windsor        | New Jersey     | Eastern    |
| Red River Raiders                     | Shreveport          | Louisiana      | Southern   |
| Redlands FC                           | Redlands            | California     | Western    |
| River Light FC                        | Aurora              | Illinois       | Central    |
| RKC Third Coast                       | Racine e Kenosha    | Wisconsin      | Central    |
| Rochester FC                          | Rochester           | Minnesota      | Central    |
| Saint Croix SC                        | Stillwater          | Minnesota      | Central    |
| Saint Louis Ambush                    | Creve Coeur         | Missouri       | Central    |
| Saint Petersburg FC                   | Saint Petersburg    | Florida        | Southern   |
| Salem City                            | Cary                | North Carolina | Eastern    |
| San Francisco City FC                 | San Francisco       | California     | Western    |
| San Francisco Glens SC                | San Francisco       | California     | Western    |
| San Juan SC                           | Rancho Cordova      | California     | Western    |
| Santafé Wanderers                     | Kansas City         | Kansas         | Central    |
| Sarasota Paradise                     | Sarasota            | Florida        | Southern   |
| SC United Bantams                     | Columbia            | South Carolina | Eastern    |
| Seacost United Phantoms               | Epping              | New Hampshire  | Eastern    |
| Snohomish United                      | Snohomish           | Washington     | Western    |
| Southern California Eagles            | La Mirada           | California     | Western    |
| Southern Soccer Academy Kings         | Dallas              | Georgia        | Southern   |
| Sporting Club Jacksonville            | Jacksonville        | Florida        | Southern   |
| Springfield FC                        | Springfield         | Illinois       | Central    |
| Stars FC                              | Glendale            | Arizona        | Western    |
| Staten Island Athletic SC             | Staten Island       | New York       | Eastern    |
| Steel City FC                         | Cheswick            | Pennsylvania   | Central    |
| Sueño FC                              | Joliet              | Illinois       | Central    |
| Sunflower State FC                    | Overland Park       | Kansas         | Central    |
| Tacoma Stars FC                       | Tacoma              | Washington     | Western    |
| Tennessee SC                          | Franklin            | Tennessee      | Southern   |
| Tobacco Road FC                       | Durham              | North Carolina | Eastern    |
| Toledo Villa FC                       | Toledo              | Ohio           | Central    |
| Twin City Toucans                     | Bryan               | Texas          | Southern   |
| Union FC Macomb                       | Macomb              | Michigan       | Central    |
| Utah United                           | Utah County         | Utah           | Western    |
| Ventura County Fusion                 | Ventura             | California     | Western    |
| Vermont Green FC                      | Burlington          | Vermont        | Eastern    |
| Virginia Beach United FC              | Virginia Beach      | Virginia       | Eastern    |
| Virginia Marauders FC                 | Winchester          | Virginia       | Eastern    |
| Wake FC                               | Holly Springs       | North Carolina | Eastern    |
| West Chester United SC                | West Chester        | Pennsylvania   | Eastern    |
| West Seattle Junction FC              | Seattle             | Washington     | Western    |
| West Virginia United                  | Dunbar              | West Virginia  | Central    |
| Westchester Flames                    | New Rochelle        | New York       | Eastern    |
| Western Mass Pioneers                 | Ludlow              | Massachusetts  | Eastern    |
| Weston FC                             | Weston              | Florida        | Southern   |

## Albo d'oro
| Stagione                                   | Campione                       | Risultato            | Finalista                | Vincitore regular season   |
| ------------------------------------------ | ------------------------------ | -------------------- | ------------------------ | -------------------------- |
| USISL Premier League 1995                  | Richmond Kickers               | 3 - 1                | Cocoa Expos              | San Francisco All-Blacks   |
| USISL Premier League 1996                  | Central Coast Roadrunners      | 2 - 1                | Cocoa Expos              | Central Coast Roadrunners  |
| USL Premier Development Soccer League 1997 | Central Coast Roadrunners      | 2 - 1                | Cocoa Expos              | Spokane Shadow             |
| USL Premier Development Soccer League 1998 | San Gabriel Valley Highlanders | 3 - 2                | Jackson Chargers         | Jackson Chargers           |
| USL Premier Development League 1999        | Chicago Sockers                | 3 - 1                | Spokane Shadow           | Jackson Chargers           |
| USL Premier Development League 2000        | Chicago Sockers                | 1 - 0                | Michigan Bucks           | Westchester Flames         |
| USL Premier Development League 2001        | Westchester Flames             | 3 - 1                | Calgary Storm            | Calgary Storm              |
| USL Premier Development League 2002        | Cape Cod Crusaders             | 2 - 1                | Colorado Rapids Reserves | Des Moines Menace          |
| USL Premier Development League 2003        | Cape Cod Crusaders             | 2 - 0                | Chicago Fire Res.        | New Orleans Shell Shockers |
| USL Premier Development League 2004        | Central Florida Kraze          | 1 - 0                | Colorado Rapids Reserves | Chicago Fire Res.          |
| USL Premier Development League 2005        | Des Moines Menace              | 0 - 0 (6 - 5) d.c.r. | El Paso Patriots         | OC Blue Star               |
| USL Premier Development League 2006        | Michigan Bucks                 | 2 - 1                | Laredo Heat              | Carolina Dynamo            |
| USL Premier Development League 2007        | Laredo Heat                    | 0 - 0 (4 - 3) d.c.r. | Michigan Bucks           | Hampton Roads Piranhas     |
| USL Premier Development League 2008        | Thunder Bay Chill              | 1 - 1 (4 - 1 d.c.r.) | Laredo Heat              | Michigan Bucks             |
| USL Premier Development League 2009        | Ventura C.F.                   | 2 - 1                | Chicago Fire Res.        | Reading Rage               |
| USL Premier Development League 2010        | Portland Timbers U-23          | 4 - 1                | Thunder Bay Chill        | Portland Timbers U-23      |
| USL Premier Development League 2011        | Kitsap Pumas                   | 1 - 0                | Laredo Heat              | C.V. Fuego                 |
| USL Premier Development League 2012        | Forest City London             | 2 - 1                | Carolina Dynamo          | Michigan Bucks             |
| USL Premier Development League 2013        | Austin Aztex                   | 3 - 1                | Thunder Bay Chill        | Thunder Bay Chill          |
| USL Premier Development League 2014        | Michigan Bucks                 | 1 - 0                | Kitsap Pumas             | Des Moines Menace          |
| USL Premier Development League 2015        | K-W United                     | 4 - 3                | N.Y. Red Bulls U23       | Michigan Bucks             |
| USL Premier Development League 2016        | Michigan Bucks                 | 3 - 2                | Calgary Foothills        | Michigan Bucks             |
| USL Premier Development League 2017        | Charlotte Eagles               | 2 - 1                | Thunder Bay Chill        | N.Y. Red Bulls U23         |
| USL Premier Development League 2018        | Calgary Foothills              | 4 - 2                | Reading United           | Des Moines Menace          |
| USL League Two 2019                        | Flint City Bucks               | 1 - 0 (d.t.s.)       | Reading United           | Des Moines Menace          |
| USL League Two 2020                        | Stagione annullata             | Stagione annullata   | Stagione annullata       |                            |
| USL League Two 2021                        | Des Moines Menace              | 1 - 0                | North Carolina Fusion    | Des Moines Menace          |
| USL League Two 2022                        | Ventura C.F.                   | 2 - 1                | L.I. Rough Riders        | Lionsbridge                |
| USL League Two 2023                        | Ballard                        | 2 - 1                | Lionsbridge              | Chicago City               |
| USL League Two 2024                        | Seacost United Phantoms        | 3 - 2 (d.t.s.)       | Peoria City              | Seacost United Phantoms    |
| USL League Two 2025                        | Vermont Green                  | 2-1                  | Ballard                  | Motown                     |

### Campionati
| Squadra                        | Titoli | Anno                   |
| ------------------------------ | ------ | ---------------------- |
| Flint City Bucks               | 4      | 2006, 2014, 2016, 2019 |
| Central Coast Roadrunners      | 2      | 1996, 1997             |
| Chicago Sockers                | 2      | 1999, 2000             |
| Cape Cod Crusaders             | 2      | 2002, 2003             |
| Des Moines Menace              | 2      | 2005, 2021             |
| Ventura C.F.                   | 2      | 2009, 2022             |
| Richmond Kickers               | 1      | 1995                   |
| San Gabriel Valley Highlanders | 1      | 1998                   |
| Westchester Flames             | 1      | 2001                   |
| Central Florida Kraze          | 1      | 2004                   |
| Laredo Heat                    | 1      | 2007                   |
| Thunder Bay Chill              | 1      | 2008                   |
| Portland Timbers U-23          | 1      | 2010                   |
| Kitsap Pumas                   | 1      | 2011                   |
| Forest City London             | 1      | 2012                   |
| Austin Aztex                   | 1      | 2013                   |
| K-W United                     | 1      | 2015                   |
| Charlotte Eagles               | 1      | 2017                   |
| Calgary Foothills              | 1      | 2018                   |
| Ballard                        | 1      | 2023                   |
| Seacost United Phantoms        | 1      | 2024                   |
| Vermont Green                  | 1      | 2025                   |

### Vittorie regular season
| Squadra                    | Titoli | Anno                         |
| -------------------------- | ------ | ---------------------------- |
| Des Moines Menace          | 5      | 2002, 2014, 2018, 2019, 2021 |
| Flint City Bucks           | 4      | 2008, 2012, 2015, 2016       |
| Jackson Chargers           | 2      | 1998, 1999                   |
| San Francisco All-Blacks   | 1      | 1995                         |
| Central Coast Roadrunners  | 1      | 1996                         |
| Spokane Shadow             | 1      | 1997                         |
| Westchester Flames         | 1      | 2000                         |
| Calgary Storm              | 1      | 2001                         |
| New Orleans Shell Shockers | 1      | 2003                         |
| Chicago Fire Res.          | 1      | 2004                         |
| OC Blue Star               | 1      | 2005                         |
| Carolina Dynamo            | 1      | 2006                         |
| Hampton Roads Piranhas     | 1      | 2007                         |
| Reading Rage               | 1      | 2009                         |
| Portland Timbers U-23      | 1      | 2010                         |
| C.V. Fuego                 | 1      | 2011                         |
| Thunder Bay Chill          | 1      | 2013                         |
| N.Y. Red Bulls U23         | 1      | 2017                         |
| Lionsbridge                | 1      | 2022                         |
| Chicago City               | 1      | 2023                         |
| Seacost United Phantoms    | 1      | 2024                         |
| Motown                     | 1      | 2025                         |